# セブンス・コンチネント
『セブンス・コンチネント』（独: Der Siebente Kontinent、英: The Seventh Continent）は、1989年に制作されたミヒャエル・ハネケの監督デビュー作。ロカルノ国際映画祭ブロンズレパード受賞。

## キャスト
- ビルギット・ドル
- ディータ・ベルナー

## ストーリー
物語は三部構成からなり、各部である家族の1日を断片的に綴っていく。
- 第1部　1987年

親子3人は穏やかに暮らしていた。夫は職場の上司と対立しており、妻は母を亡くし心を病んだ弟を抱えている。この日、娘は学校で目が見えないふりをする。それぞれで何かの問題はあるが、彼らは何の変哲もない、何処にでもいる家族であった。
- 第2部　1988年

夫は上司との対立に決着をつけて、昇進が認められた。家族で外出した際、彼らは事故現場を通り過ぎる。そして、その後に入った洗車場で、「人生を悟った」妻は涙を流した。しかし、彼らにはまだ何事も起きていないように見える。
- 第3部　1989年

夫の両親を訪ねた後、夫は仕事を突然辞め、夫婦は「オーストラリアに移住する」と言って預金を全て下ろす。そして一家は購入した工具を用いて、家の中のものを破壊していく。家具や家電を打ち壊し、本やアルバムを引き裂いた。しかし、娘の飼っていた熱帯魚の水槽を夫が壊したとき、娘は初めて感情を露わにする。金も全てトイレに流し、遺書を残した後で、3人は唯一残ったテレビを観ながら最期の時を過ごし、毒を飲む。そして、娘と妻の死を見届けた後で、夫もまた息絶えるのだった。